# Neon caboverdensis
Neon caboverdensis là một loài nhện trong họ Salticidae.
Loài này thuộc chi Neon. Neon caboverdensis được Joachim Schmidt & Otto Krause miêu tả năm 1998.